# Isla de la Paz (Brasil)
Isla de la Paz (en portugués: Ilha da Paz) es una isla brasileña ubicada en el municipio de São Francisco do Sul, en el sureño estado de Santa Catarina.
La isla de la Paz es la más grande del archipiélago das Graças. Situado en la costa norte del estado de Santa Catarina, cerca del canal de acceso al puerto de Sao Francisco do Sul. Mide  920 metros de largo de norte a sur y 420 metros de ancho de este a oeste y tiene un área de 218.000 metros cuadrados. El suelo está cubierto de una espesa vegetación de tipo medio, notándose gran cantidad de rocas en bruto en su constitución. El terreno es muy accidentado, llegando a 70 metros en su punto más alto.
En esta isla esta un faro que fue instalado para facilitar el acceso al puerto de Sao Francisco do Sul.